# Droga wojewódzka nr 781
Droga wojewódzka nr 781 (DW781) – droga wojewódzka łącząca Chrzanów z Łękawicą, położona w województwach małopolskim oraz śląskim.
Od połowy 2010 roku z powodu zapadnięcia się gruntu była zamknięta na odcinku Przełęcz Kocierska – skrzyżowanie na Kocierz Rychwałdzki. Została naprawiona w 2011 roku.

## Miejscowości leżące przy trasie DW781
- Chrzanów (DK79)
- Płaza
- Wygiełzów (DW780)
- Babice (DW780)
- Olszyny
- Jankowice
- Podolsze
- Zator (DK28, DK44)
- Wieprz
- Andrychów (DK52)
- Sułkowice
- Targanice
- Kocierz Moszczanicki
- Łękawica (DW946)